# Carlo Sabatini (allenatore)
Carlo Sabatini (Perugia, 23 settembre 1960) è un allenatore di calcio italiano, responsabile del settore giovanile  del Padova.

## Biografia
È il fratello minore di Walter Sabatini.

## Carriera

### Inizi
Dopo aver militato nelle giovanili del Perugia, a meno di vent'anni smette col calcio giocato.
Nel 1982 inizia da allenatore della Pontevecchio, dove segue tutta la trafila delle giovanili sino all'estate 1990, quando passa al settore giovanile del Padova.

### Padova
Nella città del Santo inizia una lunga militanza, col doppio ruolo di allenatore dei giovani e tutor dei ragazzi ospiti della foresteria, tra cui Luigi Sartor e Alessandro Del Piero.

### Venezia, Udinese
Dopo una breve esperienza nel settore giovanile del Venezia, nel 2005 Sabatini è collaboratore di Serse Cosmi nello staff dell'Udinese. A Udine rimane un biennio e collabora con Néstor Sensini, Giovanni Galeone, Alberto Malesani.

### Ritorno a Padova
Nel 2007 è richiamato a Padova, per guidare la formazione Berretti. A marzo 2008, dopo l'esonero di Ezio Rossi, guida la prima squadra in Prima Divisione e sfiora di un punto i play-off. Confermato l'anno seguente, la stagione 2008-2009 vede il Padova eliminare Chievo e Piacenza ai primi due turni di Coppa Italia; in campionato, dopo un rendimento altalenante, è esonerato e sostituito da Attilio Tesser. Dopo cinque giornate e lo scarso rendimento del nuovo corso, la società richiama Sabatini. Una striscia di risultati positivi portano i biancoscudati a ottenere un posto ai play off da quarta classificata. Dopo la semifinale col Ravenna, in finale affronta la Pro Patria conquistando la promozione in Serie B.
La stagione successiva, dopo un buon inizio, il Padova subisce una serie di sconfitte (nove in undici gare) e Sabatini viene esonerato dopo aver ottenuto appena un punto nelle sue ultime sei gare, con la vittoria mancante da quasi due mesi e la squadra al penultimo posto in classifica. Sostituito da Nello Di Costanzo, dopo dieci gare Sabatini è richiamato e a fine campionato raggiunge i play-out, dove affronta la Triestina: la permanenza in Serie B arriva grazie allo 0-0 dell'andata e al 3-0 nella gara di ritorno, disputata in trasferta. La società non conferma Sabatini e affida, per la stagione 2010-2011, la panchina a Alessandro Calori.
Il 14 settembre 2010 consegue l'abilitazione a tecnico di prima categoria assieme a Eusebio Di Francesco e Giuseppe Sannino.

### Frosinone
Il 30 giugno 2011, sottoscrivendo il contratto col presidente Maurizio Stirpe, diventa allenatore del Frosinone. Debutta il 7 agosto in Frosinone-Pomigliano 3-0, primo turno di Coppa Italia. Il 28 novembre 2011 si dimette dopo un periodo negativo, in cui è pesata la sconfitta subita in casa col Bassano 1-2.

### Carrarese
Il 5 luglio 2012 diventa allenatore della Carrarese in Prima Divisione. Debutta il 5 agosto in Carrarese-Catanzaro 5-4, primo turno di Coppa Italia. Il 30 settembre si dimette dopo aver subito la quinta sconfitta consecutiva in altrettante gare di campionato, lasciando la squadra all'ultimo posto in classifica a zero punti.

### Mantova
Il 12 novembre 2013 è ingaggiato da allenatore del Mantova (girone A di Seconda Divisione). Debutta sulla panchina mantovana il 17 novembre nella vittoria 2-1 col Monza. Il 4 maggio 2014, dopo il pari 1-1 con la Torres, conquista la promozione in Lega Pro.
L'8 maggio 2014 il club e Sabatini annunciano, di comune accordo, la cessazione del rapporto di lavoro.

### Como
Il 13 gennaio 2015 firma col Como in Lega Pro. Debutta sulla panchina comasca il 18 gennaio nella gara giocata con la Torres (0-0). Coi lombardi, approda in finale di Coppa Italia Lega Pro, venendo sconfitto dal Cosenza. A fine stagione, grazie al quarto posto in classifica, il Como si qualifica ai play-off.
Il 14 giugno dopo il pari 0-0 nella gara di ritorno col Bassano (andata: 2-0 per il Como), ottiene la sua terza promozione in Serie B. Chiude la stagione con una media di 2 punti a partita.
Viene esonerato dai lariani il 31 ottobre seguente, dopo il pari 1-1 col Modena e l'ultimo posto in classifica.

### Genoa
A luglio del 2017 viene nominato nuovo allenatore della Primavera del Genoa. In campionato si piazza nono, mentre al Torneo di Viareggio e in Coppa Italia viene eliminato ai quarti, rispettivamente per mano dell’Inter e del Torino. L’anno seguente arriva fino alla finale del Torneo di Viareggio, venendo sconfitto solo ai tiri di rigore dal Bologna, e fino agli ottavi di Coppa, uscendo ai supplementari con la Juventus, ma retrocede in Primavera 2 dopo aver perso i play-out con l’Empoli.
Il 30 giugno 2019 termina il suo rapporto lavorativo col club ligure.

### Ritorno a Padova
Dalla stagione 2019/2020 è il responsabile del settore giovanile del Padova Calcio.

## Statistiche

### Statistiche da allenatore
Statistiche aggiornate al 30 dicembre 2018.
| Stagione        | Squadra         | Campionato      | Campionato | Campionato | Campionato | Campionato | Coppe nazionali | Coppe nazionali | Coppe nazionali | Coppe nazionali | Coppe nazionali | Coppe continentali | Coppe continentali | Coppe continentali | Coppe continentali | Coppe continentali | Altre coppe | Altre coppe | Altre coppe | Altre coppe | Altre coppe | Totale | Totale | Totale | Totale | % Vittorie | Piazzamento              |
| Stagione        | Squadra         | Comp            | G          | V          | N          | P          | Comp            | G               | V               | N               | P               | Comp               | G                  | V                  | N                  | P                  | Comp        | G           | V           | N           | P           | G      | V      | N      | P      | %          | Piazzamento              |
| --------------- | --------------- | --------------- | ---------- | ---------- | ---------- | ---------- | --------------- | --------------- | --------------- | --------------- | --------------- | ------------------ | ------------------ | ------------------ | ------------------ | ------------------ | ----------- | ----------- | ----------- | ----------- | ----------- | ------ | ------ | ------ | ------ | ---------- | ------------------------ |
| mar.-giu. 2008  | Padova          | C1              | 7          | 4          | 2          | 1          | CI-C            | -               | -               | -               | -               | -                  | -                  | -                  | -                  | -                  | -           | -           | -           | -           | -           | 7      | 4      | 2      | 1      | 57,14      | Sub., 6°                 |
| feb.-giu. 2009  | Padova          | 1D              | 29+4       | 15+2       | 5+2        | 9          | CI+CI-LP        | 4+4             | 3+2             | 0+1             | 1+1             | -                  | -                  | -                  | -                  | -                  | -           | -           | -           | -           | -           | 41     | 22     | 8      | 11     | 53,66      | Eson., Sub., 4°, (prom.) |
| 2009-2010       | Padova          | B               | 32         | 9          | 11         | 12         | CI              | 1               | 0               | 0               | 1               | -                  | -                  | -                  | -                  | -                  | -           | -           | -           | -           | -           | 33     | 9      | 11     | 13     | 27,27      | Eson., Sub. , 19°        |
| Totale Padova   | Totale Padova   | Totale Padova   | 72         | 30         | 20         | 22         |                 | 9               | 5               | 1               | 3               |                    | -                  | -                  | -                  | -                  |             | -           | -           | -           | -           | 81     | 35     | 21     | 25     | 43,21      |                          |
| lug.-nov. 2011  | Frosinone       | 1D              | 14         | 5          | 4          | 5          | CI+CI-LP        | 2+1             | 1+0             | 0+0             | 1+1             | -                  | -                  | -                  | -                  | -                  | -           | -           | -           | -           | -           | 17     | 6      | 4      | 7      | 35,29      | Dimiss.                  |
| lug.-ott. 2012  | Carrarese       | 1D              | 5          | 0          | 0          | 5          | CI+CI-LP        | 2+0             | 1+0             | 0+0             | 1+0             | -                  | -                  | -                  | -                  | -                  | -           | -           | -           | -           | -           | 7      | 1      | 0      | 6      | 14,29      | Dimiss.                  |
| nov. 2013-2014  | Mantova         | 2D              | 23         | 11         | 7          | 5          | CI-LP           | -               | -               | -               | -               | -                  | -                  | -                  | -                  | -                  | -           | -           | -           | -           | -           | 23     | 11     | 7      | 5      | 47,83      | Sub., 7º                 |
| gen.-giu. 2015  | Como            | LP              | 18+5       | 10+2       | 5+3        | 3+0        | CI-LP           | 5               | 2               | 1               | 2               | -                  | -                  | -                  | -                  | -                  | -           | -           | -           | -           | -           | 28     | 14     | 9      | 5      | 50,00      | Sub., 4°, (prom.)        |
| lug.-nov. 2015  | Como            | B               | 11         | 1          | 4          | 6          | CI              | 1               | 0               | 0               | 1               | -                  | -                  | -                  | -                  | -                  | -           | -           | -           | -           | -           | 12     | 1      | 4      | 7      | &8,33      | Eson.                    |
| Totale Como     | Totale Como     | Totale Como     | 34         | 13         | 12         | 9          |                 | 6               | 2               | 1               | 3               |                    | -                  | -                  | -                  | -                  |             | -           | -           | -           | -           | 40     | 15     | 13     | 12     | 37,50      |                          |
| Totale carriera | Totale carriera | Totale carriera | 148        | 59         | 43         | 46         |                 | 20              | 9               | 2               | 9               |                    | -                  | -                  | -                  | -                  |             | -           | -           | -           | -           | 168    | 68     | 45     | 55     | 40,48      |                          |